# Qila Didar Singh
Qila Didar Singh es una localidad del distrito de Gujranwala, en la provincia de Punyab, Pakistán.

## Demografía
Según estimación 2010 contaba con 54.478 habitantes.